# شوت بی‌دفاع

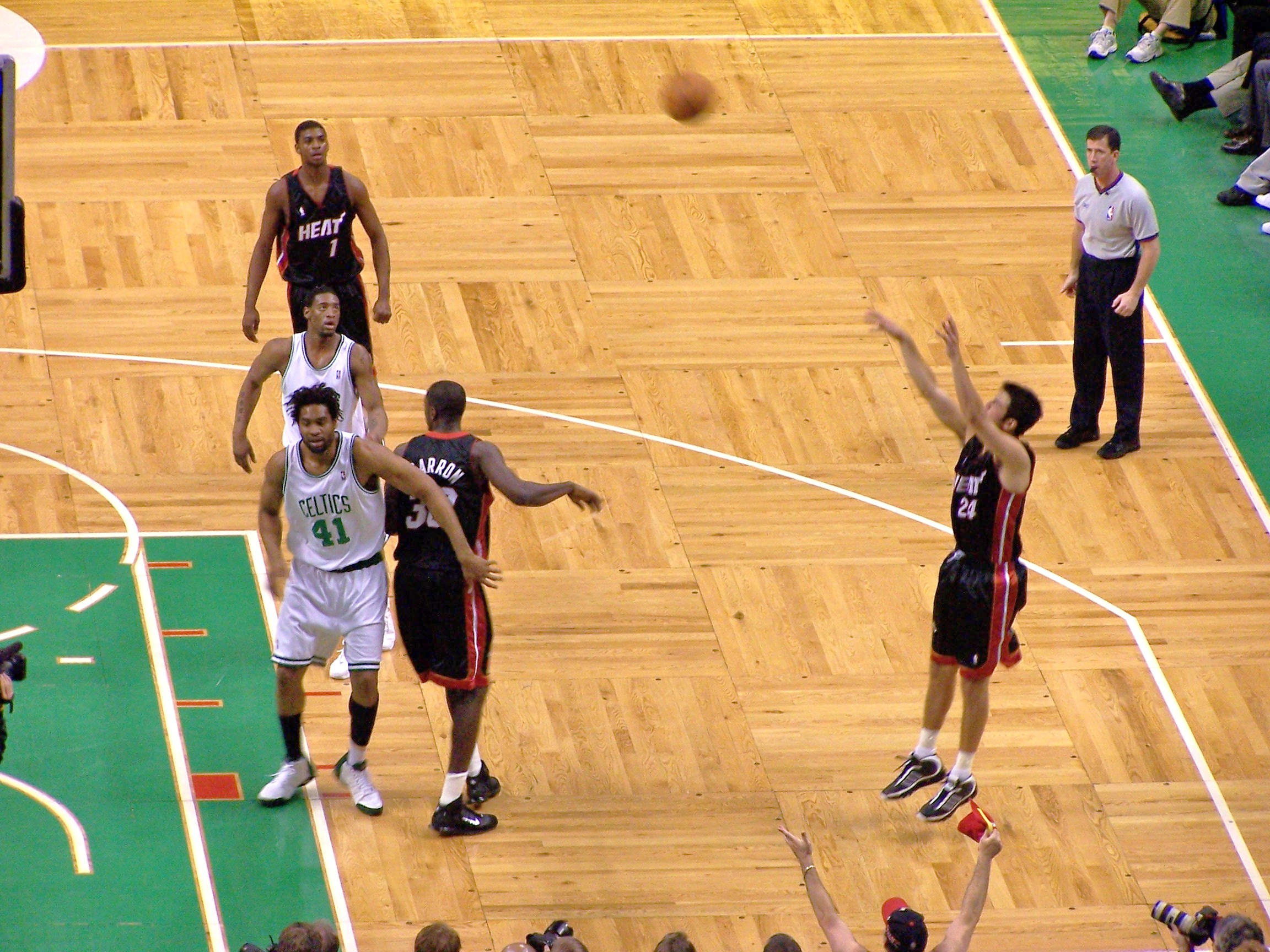
جیسون کاپونو در حال انجام جامپ شات

شوت بی دفاع  (به انگلیسی: uncontested shot)، نوعی پرتاب توپ در بسکتبال است. این نوع شوت شامل لی‌آپ، اسلم دانک و جامپ شات می‌شود. آنکنتستد شات نوعی شوت است که برای بازیکن پرتاب‌کننده هیچ مدافعی وجود ندارد. در لیگ‌های رقابتی، شوت بی تردید شوتی است که مدافع بیش از ۵ فوت (۱٫۵ متر) با پرتاب‌کننده فاصله دارد که در این صورت توانایی تأثیرگذاری بر پرتاب‌کننده را از دست می‌دهد. استراتژی اصلی بیشتر بازی‌های تهاجهی گرفتن شوت بی دفاع و مهم‌ترین وظایف نیز جلوگیری از آن است.
اصطلاح شوت بی دفاع در انگلیسی Open Shot است.

در اتحادیه ملی بسکتبال به شوت بی دفاع، شوت خرگوشی (bunny) یا شوت پرنده برفی (snowbird) می‌گویند.